# Lethe dora
Lethe dora är en fjärilsart som beskrevs av Otto Staudinger 1896. Lethe dora ingår i släktet Lethe och familjen praktfjärilar. Inga underarter finns listade i Catalogue of Life.